# Teucrium botrys
Il camedrio secondo (nome scientifico Teucrium botrys L., 1753) è una piccola pianta erbacea annuale, appartenente alla famiglia delle Lamiaceae.

## Etimologia
Il nome del genere (Teucrium) deriva da Teucro, mitico re di Troia figlio di Scamandro (divinità fluviale) e della Ninfa Idea, che secondo Plinio (Gaio Plinio Secondo nato a Como nel 23, e morto a Stabiae il 25 agosto 79, scrittore, ammiraglio e naturalista romano) per primo sperimentò le proprietà medicinali di alcuni vegetali (tra cui alcune piante del genere di questa voce). Dioscoride denominò queste piante dal greco “Teukrion”, ma è Linneo che riprese tale nome cambiandolo nel latino “Teucrium”. L'epiteto specifico deriva dal greco (botrys) e significa "simile ad un grappolo d'uva" o più specificatamente "racemo composto" e fa riferimento alla particolare infiorescenza di questa pianta.
Il nome scientifico della specie è stato definito per la prima volta da Carl von Linné (1707 – 1778) biologo e scrittore svedese, considerato il padre della moderna classificazione scientifica degli organismi viventi, nella pubblicazione "Species Plantarum - 2: 562" del 1753.

## Descrizione

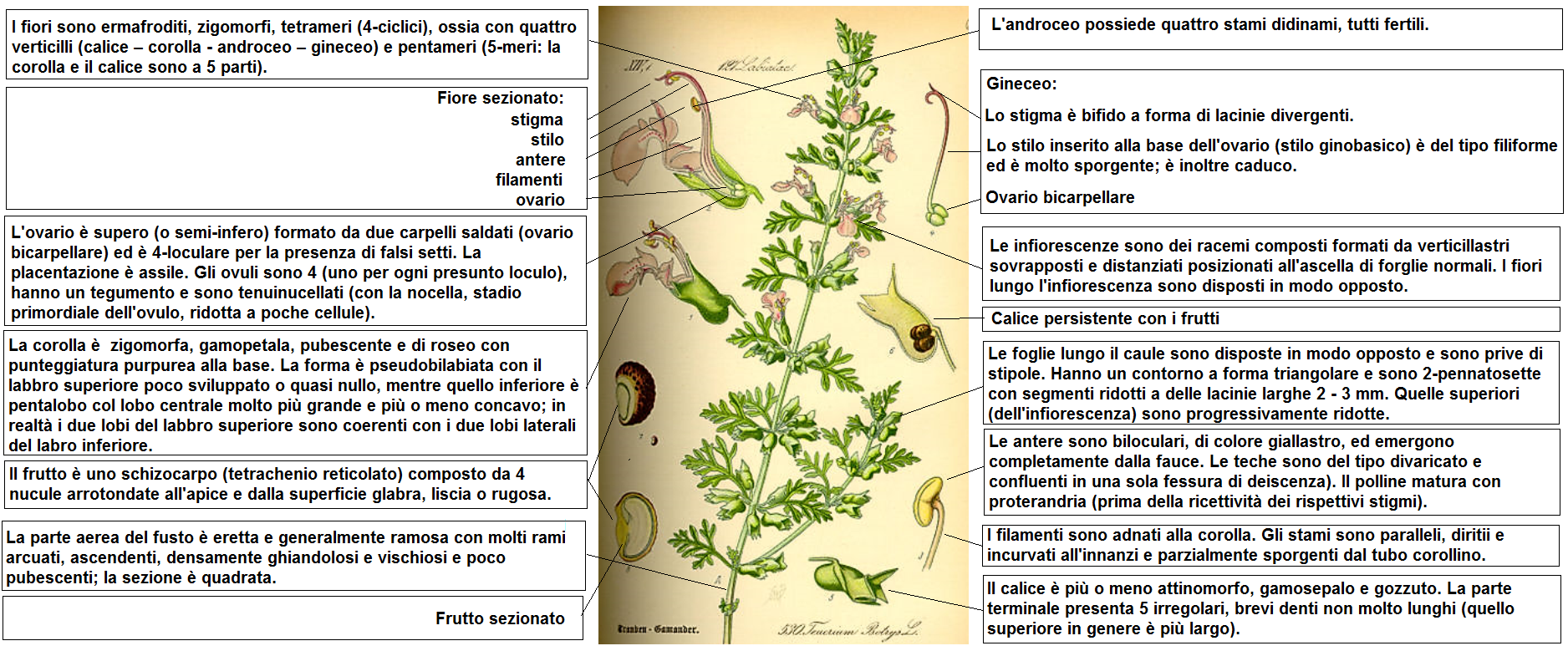
Descrizione delle parti della pianta

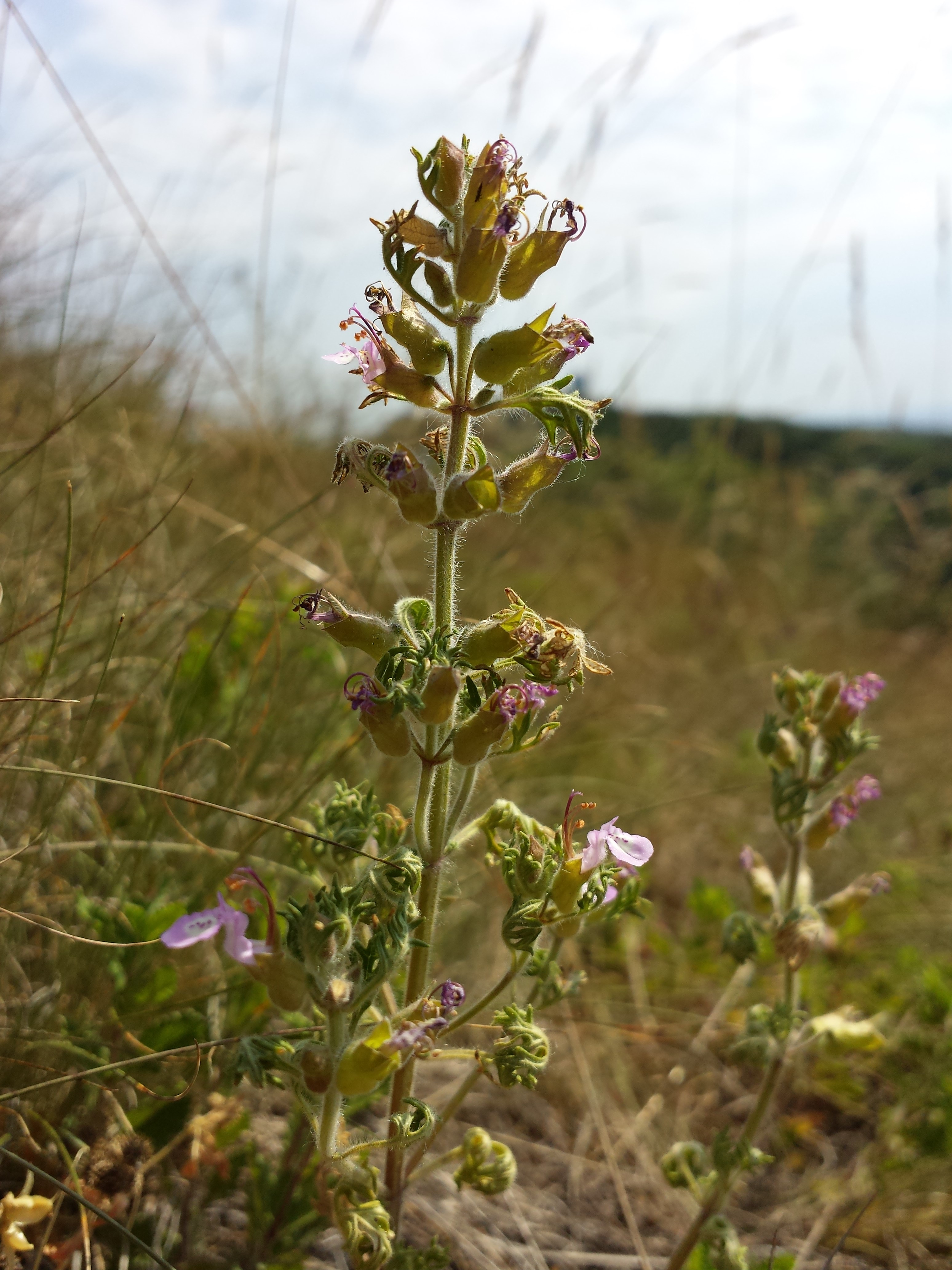
Il portamento

Queste piante raggiungono una altezza massima tra 1 e 3 dm. La forma biologica è terofita scaposa (T scap), ossia in generale sono piante erbacee che differiscono dalle altre forme biologiche poiché, essendo annuali, superano la stagione avversa sotto forma di seme e sono munite di asse fiorale eretto e spesso privo di foglie. Sono presenti anche altre forme biologiche con cicli biennali come emicriptofita scaposa (H scap). Tutta la pianta è densamente peloso-ghiandolosa e vischiosa, ma non spinosa; è inoltre amara e aromatica con un odore sgradevole (sono presenti delle ghiandole contenenti oli eterici)..

### Radici
Le radici sono del tipo fascicolato. 

### Fusto
La parte aerea del fusto è eretta e generalmente ramosa con molti rami arcuati, ascendenti, densamente ghiandolosi e vischiosi e poco pubescenti; la sezione è quadrata.

### Foglie

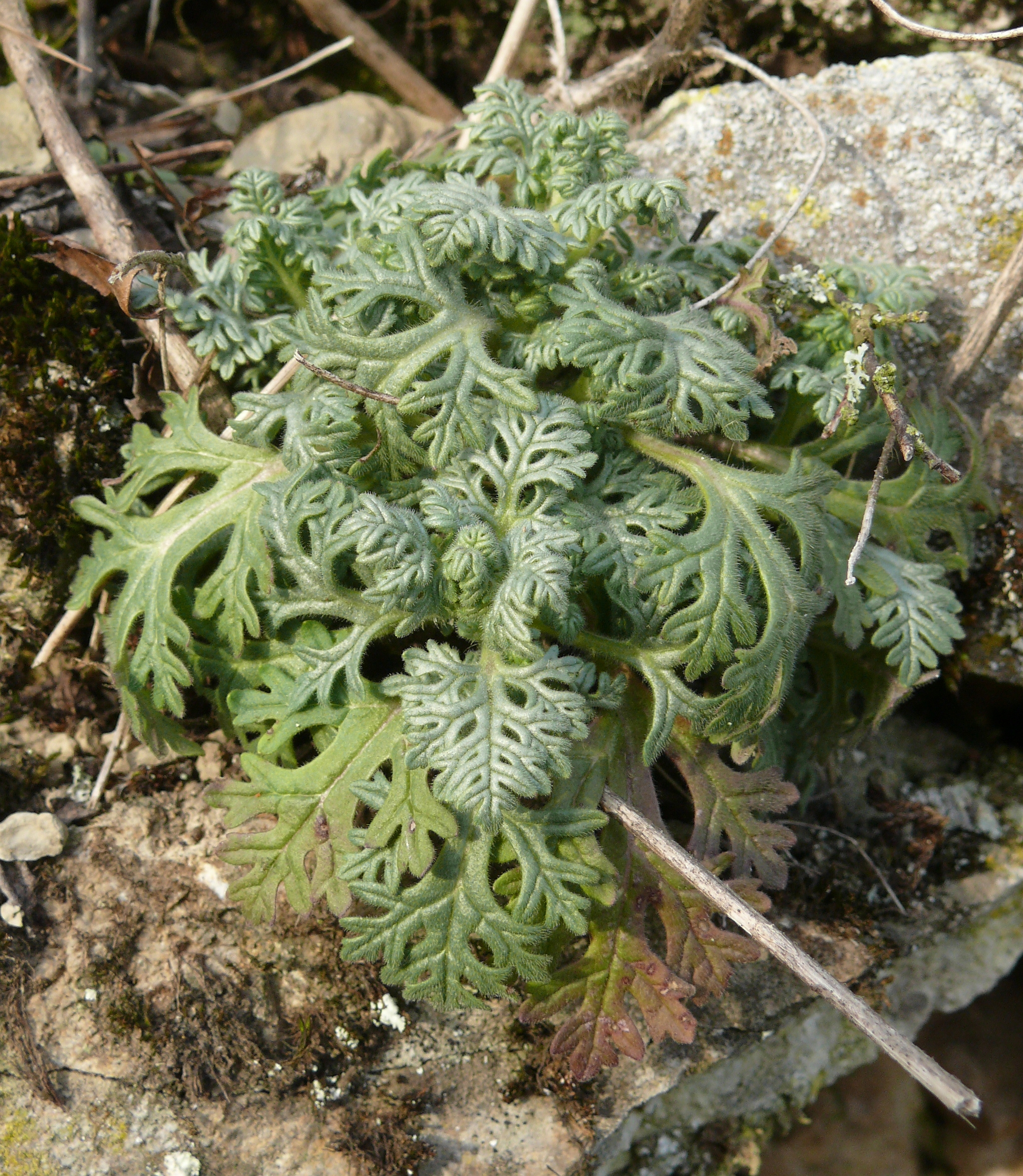
Le foglie

Le foglie lungo il caule sono disposte in modo opposto e sono prive di stipole. Hanno un contorno a forma triangolare e sono 2-pennatopartite (o 2-pennatosette) con segmenti ridotti a delle lacinie larghe 2 – 3 mm. Quelle superiori (dell'infiorescenza) sono progressivamente ridotte. La superficie adassiale presenta delle rilevanti nervature in corrispondenza alle quali sulla superficie abassiale si formano dei profondi solchi. Dimensione delle foglie: larghezza 2 cm; lunghezza 1,5 cm.

### Infiorescenza
Le infiorescenze sono dei racemi composti formati da verticillastri sovrapposti e distanziati posizionati all'ascella di foglie normali. I fiori lungo l'infiorescenza sono disposti in modo opposto.

### Fiore
I fiori sono ermafroditi, zigomorfi, tetrameri (4-ciclici), ossia con quattro verticilli (calice – corolla - androceo – gineceo) e pentameri (5-meri: la corolla e il calice sono a 5 parti).
- Formula fiorale: per la famiglia di questa pianta viene indicata la seguente formula fiorale:

X, K (5), [C (2+3), A 2+2] G (2), (supero), drupa
- Calice: il calice è più o meno attinomorfo, gamosepalo e gozzuto. La parte terminale presenta 5 irregolari, brevi denti non molto lunghi (quello superiore in genere è più largo). Il colore può essere bruno-violetto. Il calice è persistente. Dimensione del calice: 7 – 8 mm.
- Corolla: la corolla è zigomorfa, gamopetala, pubescente e colorata di roseo con punteggiatura purpurea alla base. La forma è pseudobilabiata con il labbro superiore poco sviluppato o quasi nullo, mentre quello inferiore è pentalobo col lobo centrale molto più grande e più o meno concavo; in realtà i due lobi del labbro superiore sono coerenti con i due lobi laterali del labbro inferiore. Non è presente l'anello di peli all'interno della corolla. Dimensione della corolla: 15 – 20 mm.
- Androceo: l'androceo possiede quattro stami didinami, due grandi e due piccoli tutti fertili. I filamenti, sono adnati alla corolla. Gli stami sono paralleli, diritti e incurvati all'innanzi e parzialmente sporgenti dal tubo corollino. Le antere sono biloculari, di colore giallastro, ed emergono completamente dalle fauci. Le teche sono del tipo divaricato e confluenti in una sola fessura di deiscenza). Il polline matura con proterandria (prima della ricettività dei rispettivi stigmi). I granuli pollinici sono del tipo tricolpato o esacolpato.
- Gineceo: l'ovario è supero (o semi-infero) formato da due carpelli saldati (ovario bicarpellare) ed è 4-loculare per la presenza di falsi setti. La placentazione è assile. Gli ovuli sono 4 (uno per ogni presunto loculo), hanno un tegumento e sono tenuinucellati (con la nocella, stadio primordiale dell'ovulo, ridotta a poche cellule).[14] Lo stilo inserito alla base dell'ovario (stilo ginobasico) è del tipo filiforme ed è molto sporgente; è inoltre caduco. Lo stigma è bifido a forma di lacinie divergenti. Il nettario è abbondante.
- Fioritura : da giugno a settembre (ottobre).

### Frutti
Il frutto è uno schizocarpo ( tetrachenio reticolato) composto da 4 nucule arrotondate all'apice e dalla superficie glabra, liscia o rugosa. I semi sono minuti e provvisti di endosperma (a volte scarso).

## Riproduzione
- Impollinazione: l'impollinazione è impollinazione entomogama ed avviene tramite ditteri, imenotteri e più raramente lepidotteri.
- Riproduzione: la fecondazione avviene fondamentalmente tramite l'impollinazione dei fiori (vedi sopra).
- Dispersione: i semi cadendo a terra sono dispersi soprattutto da insetti tipo formiche (disseminazione mirmecoria).

## Distribuzione e habitat

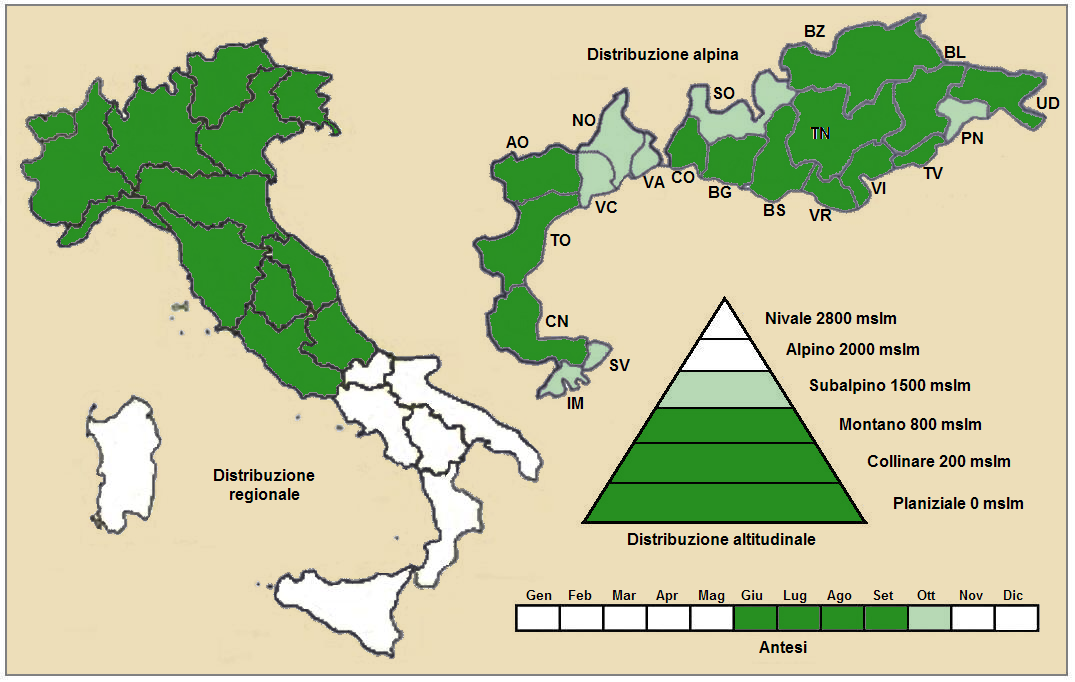
Distribuzione della pianta
(Distribuzione regionale – Distribuzione alpina)

- Geoelemento: il tipo corologico (area di origine) è Euri - Mediterraneo o anche Sud - Europeo.
- Distribuzione: in Italia questa pianta è rara ed è presente al Nord (esclusa la Pianura Padana) e al Centro. Nelle Alpi ha una distribuzione discontinua. Fuori dall'Italia, sempre nelle Alpi, questa specie si trova in Francia (tutti i dipartimenti alpini), in Svizzera (cantoni Berna, Vallese e Ticino), in Austria (Länder del Tirolo Settentrionale, Carinzia, Stiria, Austria Superiore, Austria Inferiore) e in Slovenia. Sugli altri rilievi europei collegati alle Alpi si trova nella Foresta Nera, Vosgi, Massiccio del Giura, Massiccio Centrale, Pirenei e Carpazi.[16] Nel resto dell'Europa l'areale della specie si estende dalla Penisola Iberica sino alla Crimea. Questa specie è presente anche in Marocco.
- Habitat: l'habitat tipico sono gli incolti e le zone ruderali, le aree laterali lungo le vie, le zone ghiaiose e le massicciate; ma anche le praterie rase, i prati e i pascoli dal piano collinare a quello montano. Il substrato preferito è calcareo ma anche calcareo/siliceo con pH basico, bassi valori nutrizionali del terreno che deve essere arido.[16]
- Distribuzione altitudinale: sui rilievi queste piante si possono trovare fino a 1500 m s.l.m.; frequentano quindi i seguenti piani vegetazionali: collinare, montano e in parte quello subalpino (oltre a quello planiziale – a livello del mare).

### Fitosociologia
Dal punto di vista fitosociologico Teucrium botrys appartiene alla seguente comunità vegetale:
Formazione: comunità pioniere a terofite e succulente
Classe: Koelerio-Corynephoretea
Ordine: Alysso-Sedetalia
Alleanza: Alysso-Sedion albi

## Tassonomia
La famiglia di appartenenza della specie (Lamiaceae), molto numerosa con circa 250 generi e quasi 7000 specie, ha il principale centro di differenziazione nel bacino del Mediterraneo e sono piante per lo più xerofile (in Brasile sono presenti anche specie arboree). Per la presenza di sostanze aromatiche, molte specie di questa famiglia sono usate in cucina come condimento, in profumeria, liquoreria e farmacia. Il genere Teucrium si compone di circa 250 specie, una quindicina delle quali vivono in Italia. La distribuzione è subcosmopolita, ma per lo più extratropicale e con la maggiore diversità nell'areale mediterraneo. All'interno della famiglia questo genere è descritto nella sottofamiglia Ajugoideae. Nelle classificazioni meno recenti la famiglia del genere Teucrium è chiamata Labiatae.

### Sinonimi
Questa entità ha avuto nel tempo diverse nomenclature. L'elenco seguente indica alcuni tra i sinonimi più frequenti:
- Botrys chamaedryoides Fourr
- Chamaedrys botrys L.
- Chamaedrys laciniata Gray
- Monochilon bipinnatifidus Dulac
- Scorodonia botrys L.
- Teucrium alpinum L.
- Teucrium botrydium St.-Lag.
- Teucrium chamaedryoides Fourr.
- Teucrium collinum Salisb.
- Teucrium botrys f. albiflorum Socorro & Aroza
- Trixago botrys L.

### Specie simili
Nell'areale alpino sono presenti diverse specie del genere Teucrium. L'elenco seguente mette a confronto quelle più simili a quella di questa voce:
- Teucrium botrys L. - Camedrio botri: i verticilli fiorali sono più distanziati e le foglie sono pennatosette.
- Teucrium chamaedrys L. - Camedrio querciola: il fusto alla base è legnoso; le foglie sono simili a quelle della quercia; il calice è attinomorfo.
- Teucrium scordium L. - Camedrio scordio: il portamento è quasi cespuglioso, ma i fusti sono erbacei.
- Teucrium scorodonia L. - Camedrio scordonia: è una pianta più alta, la ramosità è più fitta e le foglie sono più grandi; il tubo della corolla è lungo il doppio del calice.

Nell'Italia meridionale può essere confuso con il Teucrium campanulatum: risulta simile ma quest'ultima specie ha fiori bianchi ed è perenne.

## Usi
Vengono utilizzate le parti aree della pianta. Sono simili a quelli del Teucrium chamaedrys solo che risulta più attivo.

## Altre notizie
Il camedrio botri in altre lingue è chiamato nei seguenti modi:
- (DE)  Trauben-Gamander, Feld-Gamander
- (FR)  Germandrée botryde
- (EN)  Cut-leaved Germander